# Uppsala gamla kyrkogård

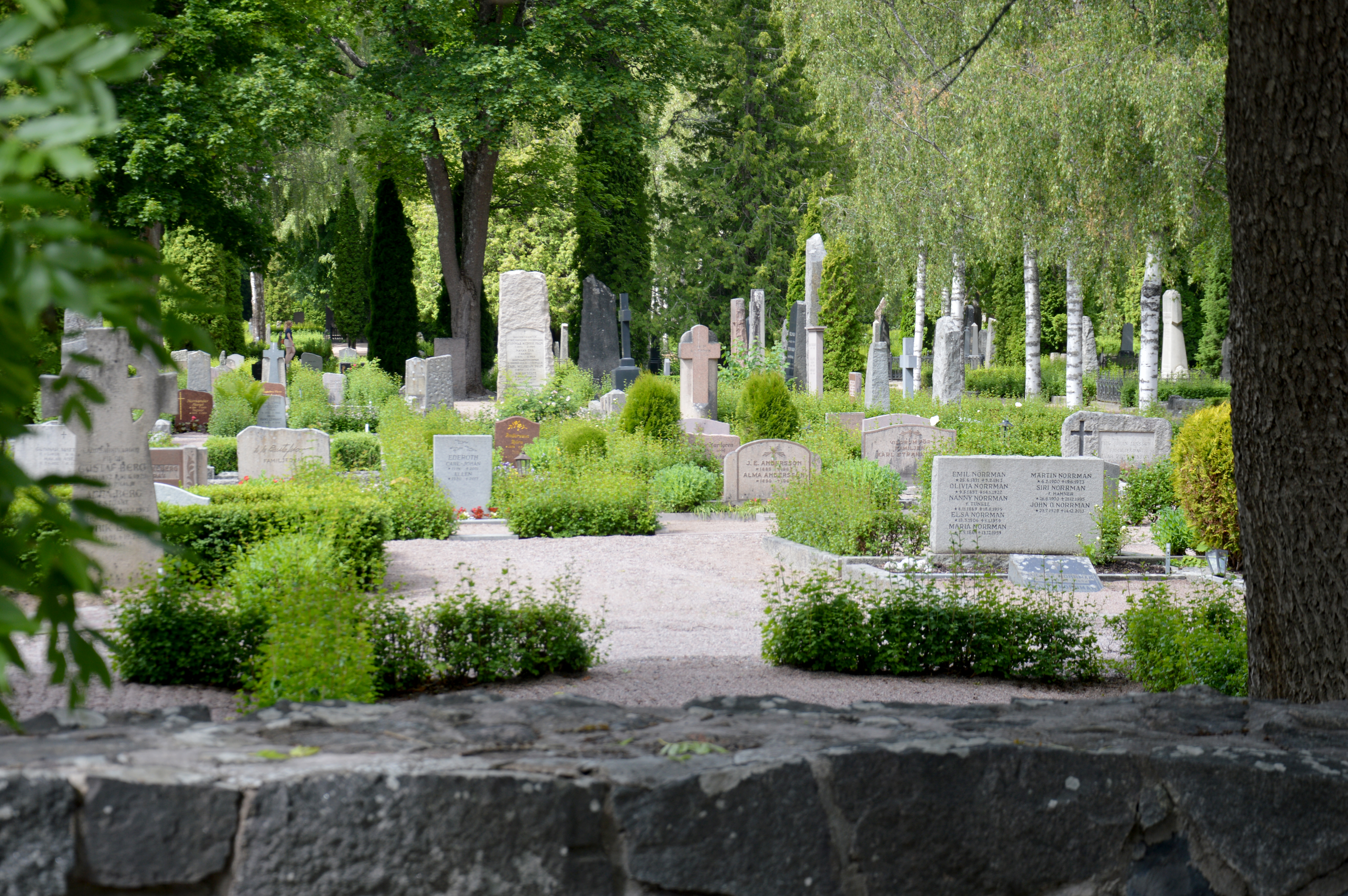
Uppsala gamla kyrkogård.

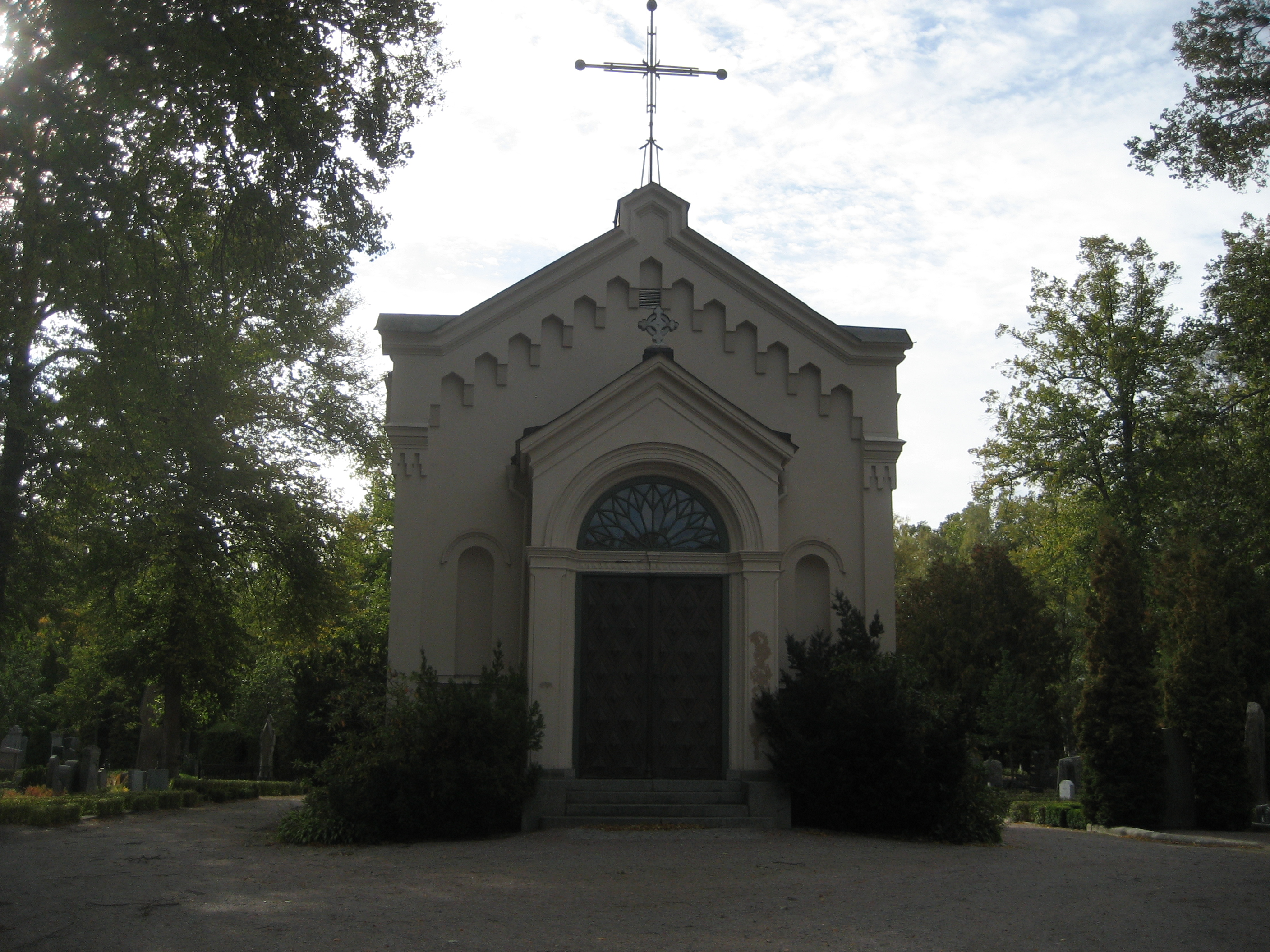
Gravkapellet byggdes 1882–1883 efter ritningar av arkitekt Carl Axel Ekholm, Uppsalas första stadsarkitekt. Sedan 2001 tillhör kapellet Grekisk-ortodoxa kyrkan.

Uppsala gamla kyrkogård är en begravningsplats som tillhör Uppsala domkyrkoförsamling. Kyrkogården är belägen mellan Kyrkogårdsgatan, S:t Johannesgatan, Karlsrogatan, Krongatan, Thunbergsvägen och Engelska parken i stadsdelen Fjärdingen i Uppsala.

## Historik
Kyrkogården togs i bruk i slutet av 1700-talet och då framförallt som ett svar på de önskemål som framförts av myndighetspersoner mot gravsättning inne i kyrkorna och på trånga kyrkogårdar i städerna. 1785 hade läkaren J.L. Odhelius hållit ett tal i Kungliga Vetenskapsakademien där han framhöll vikten av att stifta lagar mot gravsättning i kyrkorna av medicinska skäl. Detta tal gjorde stort intryck på Gustav III som året efter höll ett engagerat tal i riksdagen i ämnet. Det kom dock att dröja ända till 1815 innan det genom ett kungligt brev blev helt förbjudet att begrava inne i kyrkorna. 
Sedan mitten av 1600-talet hade det funnits en liten kyrkogård i samma område som där man anlade den nya begravningsplatsen. Elis Schröderheim, landshövding i Uppsala 1792–1794, framlade ett förslag som den 5 juli 1793 fastställdes genom Kunglig resolution. Under 1800- och 1900-talet kom kyrkogården att utvidgas i omgångar tills den i och med köpet av området närmast Triangeln 1959 hade fått den utbredning den har idag.

## Sevärdheter på kyrkogården
Uppsala gamla kyrkogård är med sina många träd, både fristående och i alléer, ett vanligt mål för promenerande uppsalabor. Många av gravarna, främst på den östra och äldsta delen, har olika former av konstnärlig utsmyckning, exempelvis den panspelande bronsfiguren av konstnären Malin Uddling på rektor Anita Nathorsts grav, eller Vandraren på spindelforskaren Åke Holms familjegrav.

## Gravar tillhörande olika organisationer

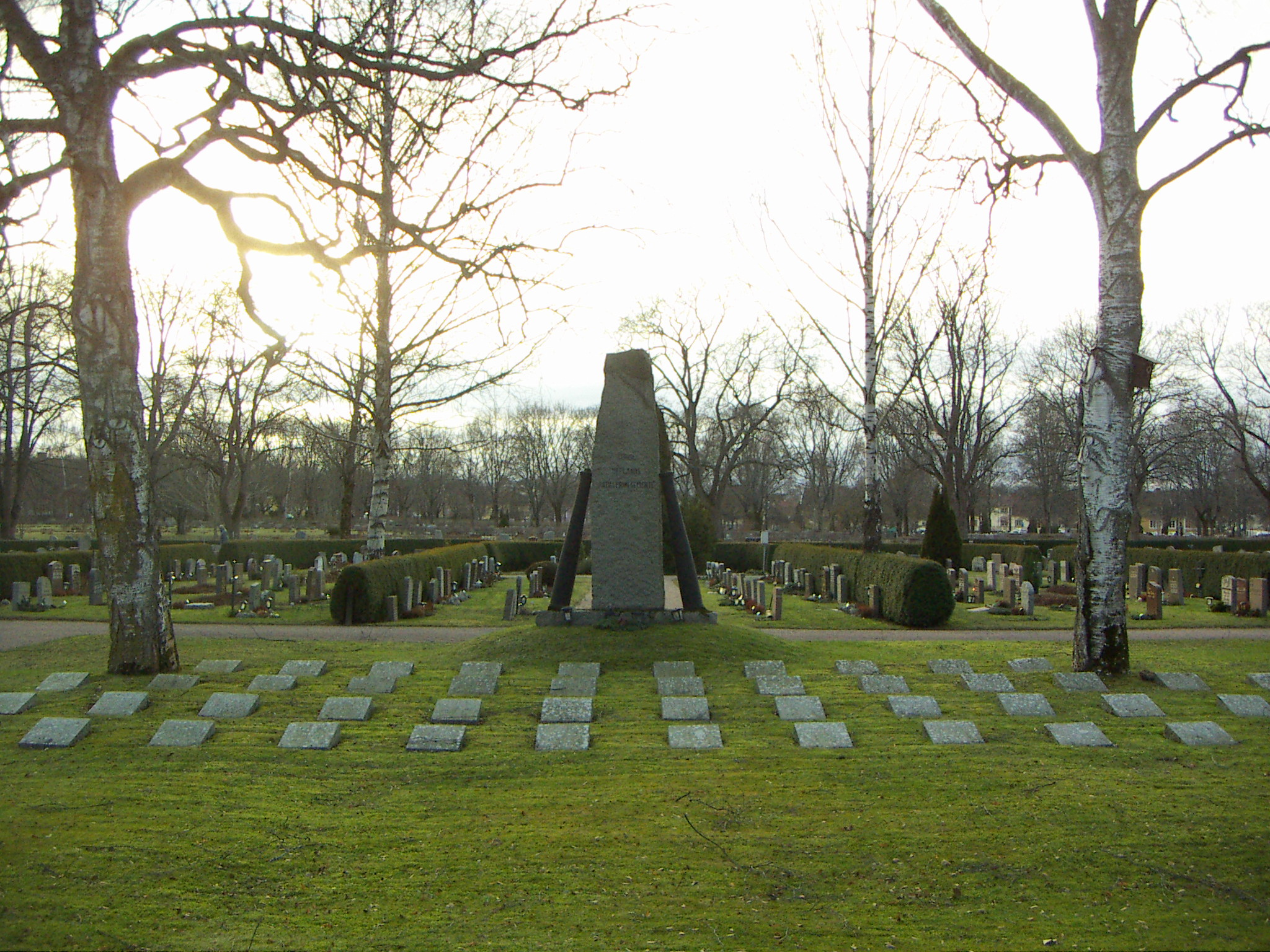
Upplands artilleriregemente

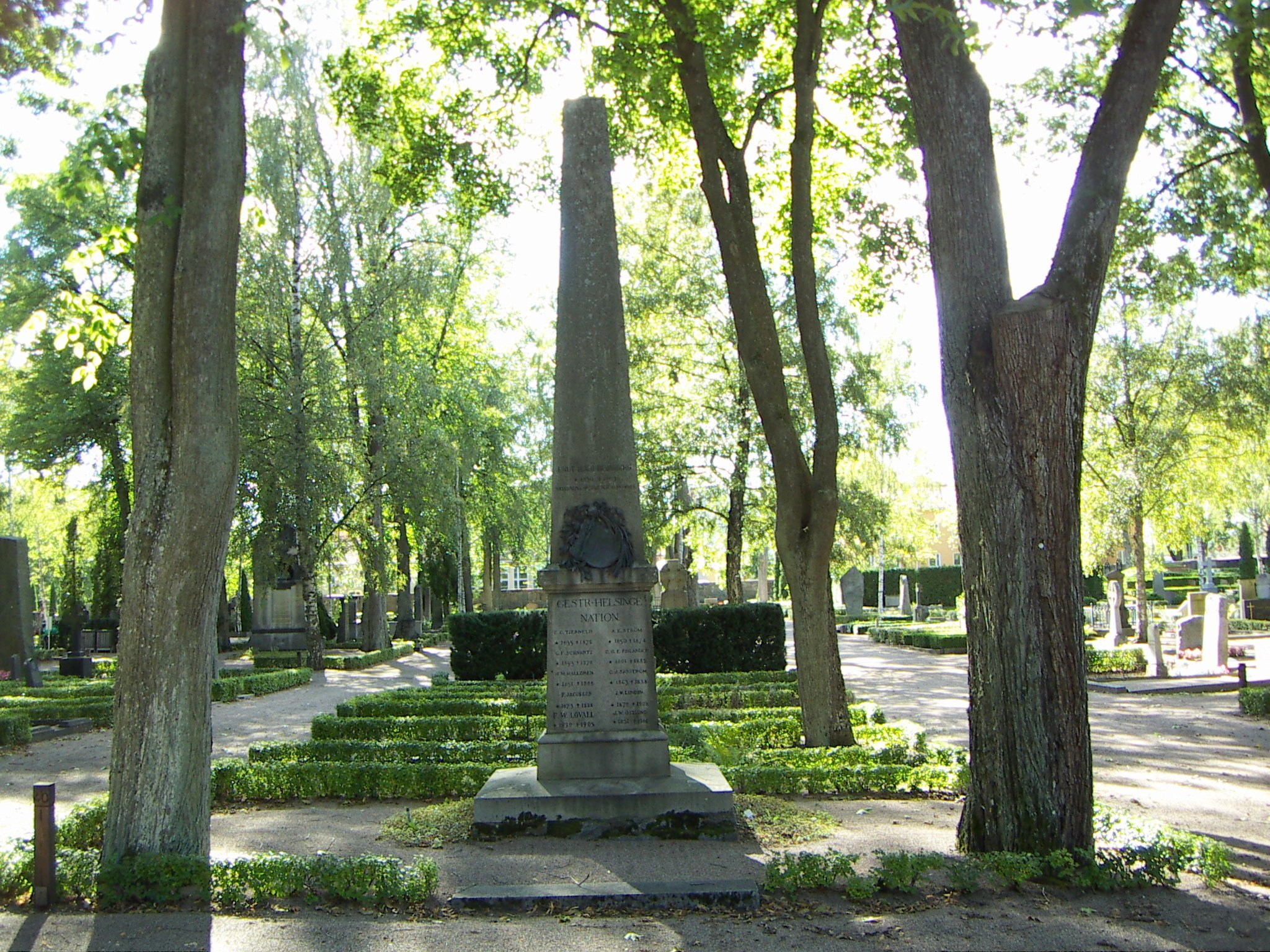
Gästrike-Hälsinge nation

- Diakonistiftelsen Samariterhemmet
- Evangeliska fosterlandsstiftelsen
- Fjellstedtska skolan
- Svenska kyrkans mission
- Upplands artilleriregemente

### Nationsgravar
- Sammanställning av nationsgravarna
- Gotlands nation
- Gästrike-Hälsinge nation
- Göteborgs nation
- Kalmar nation
- Norrlands nation
- Smålands nation
- Stockholms nation
- Södermanlands-Nerikes nation
- Uplands nation
- Värmlands nation
- Västgöta nation
- Västmanlands-Dala nation
- Östgöta nation

## Kända personer begravda på kyrkogården

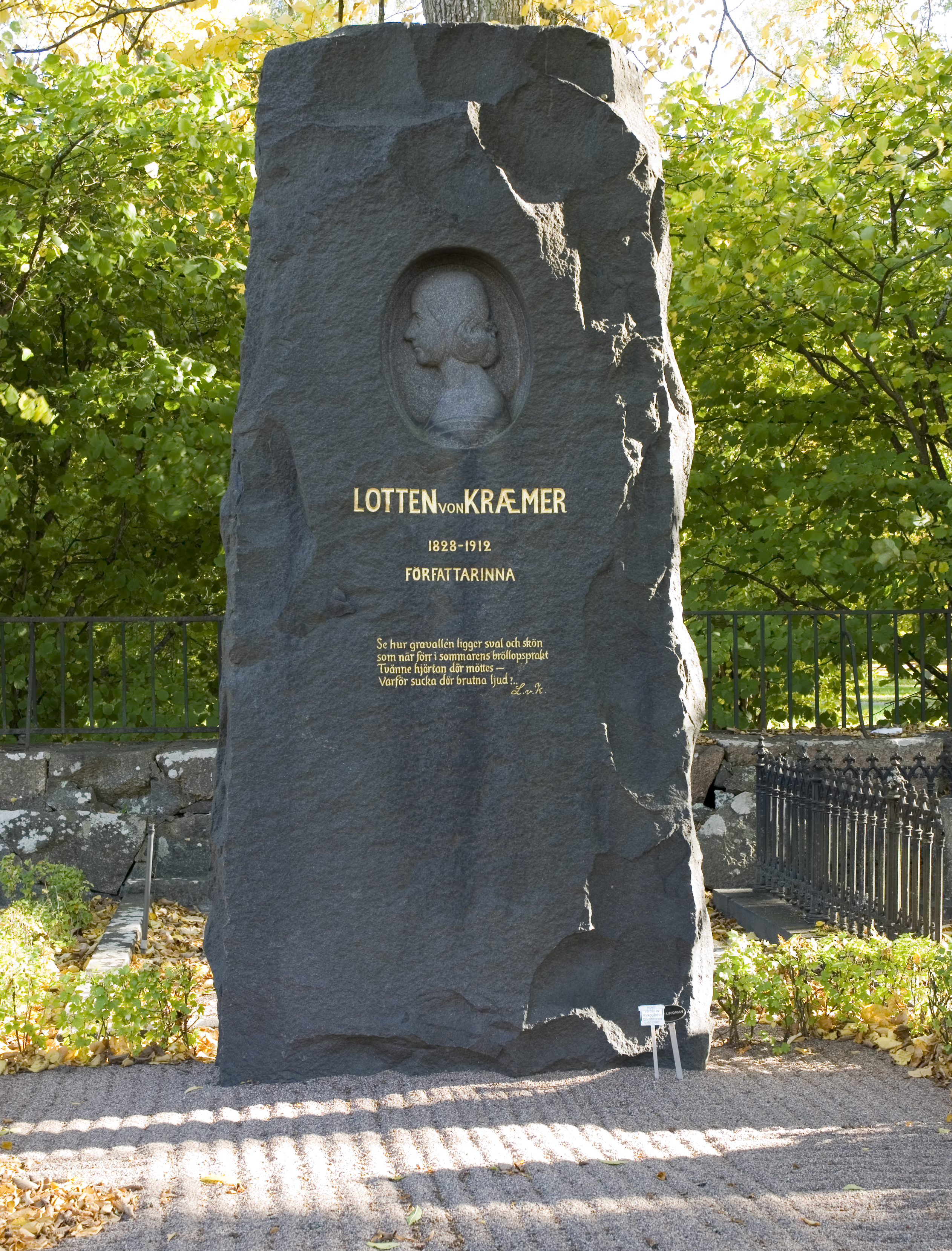
Lotten von Kræmer (1828–1912)
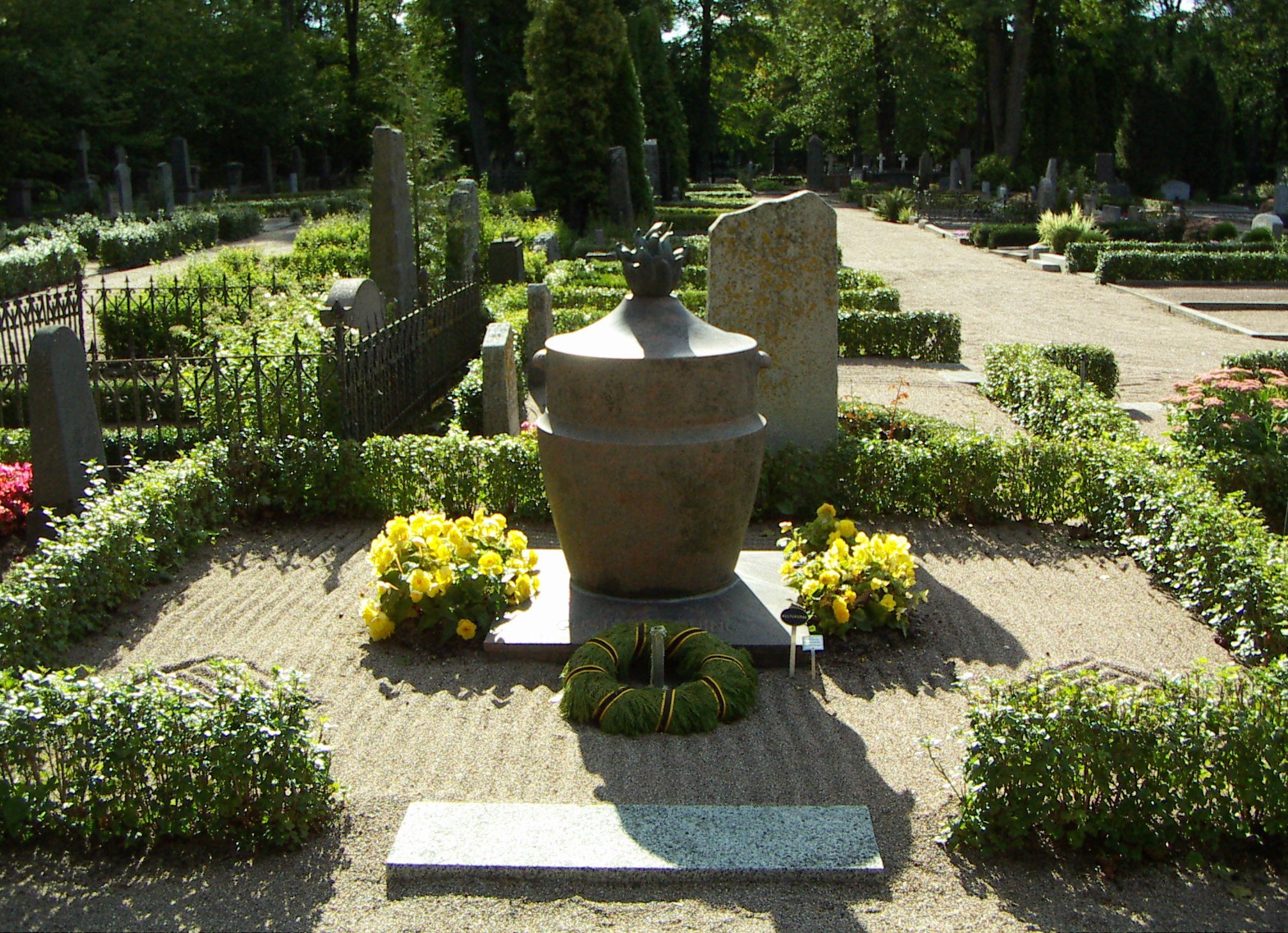
Gustaf Fröding (1860–1911)
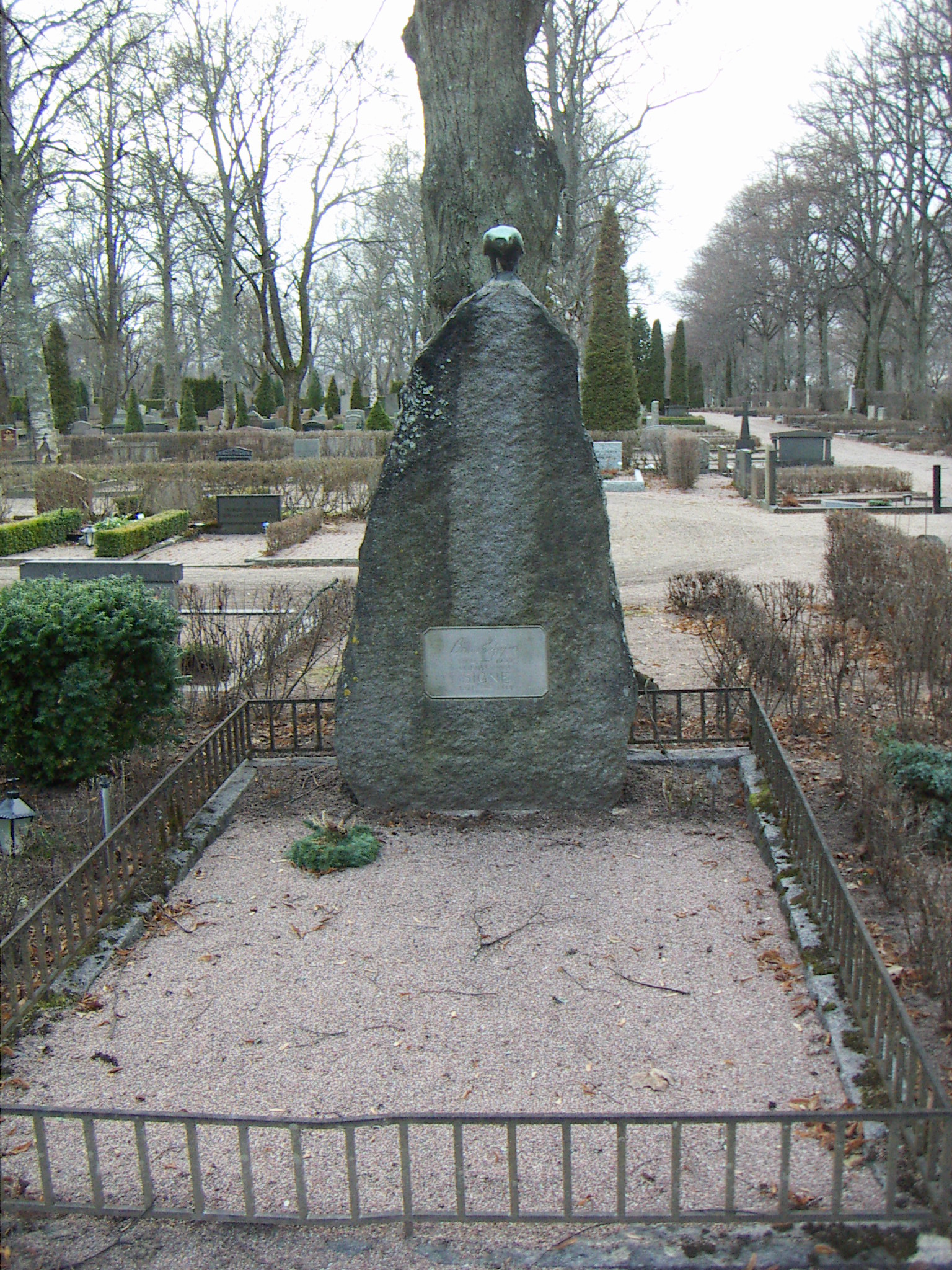
Bruno Liljefors (1860–1939)
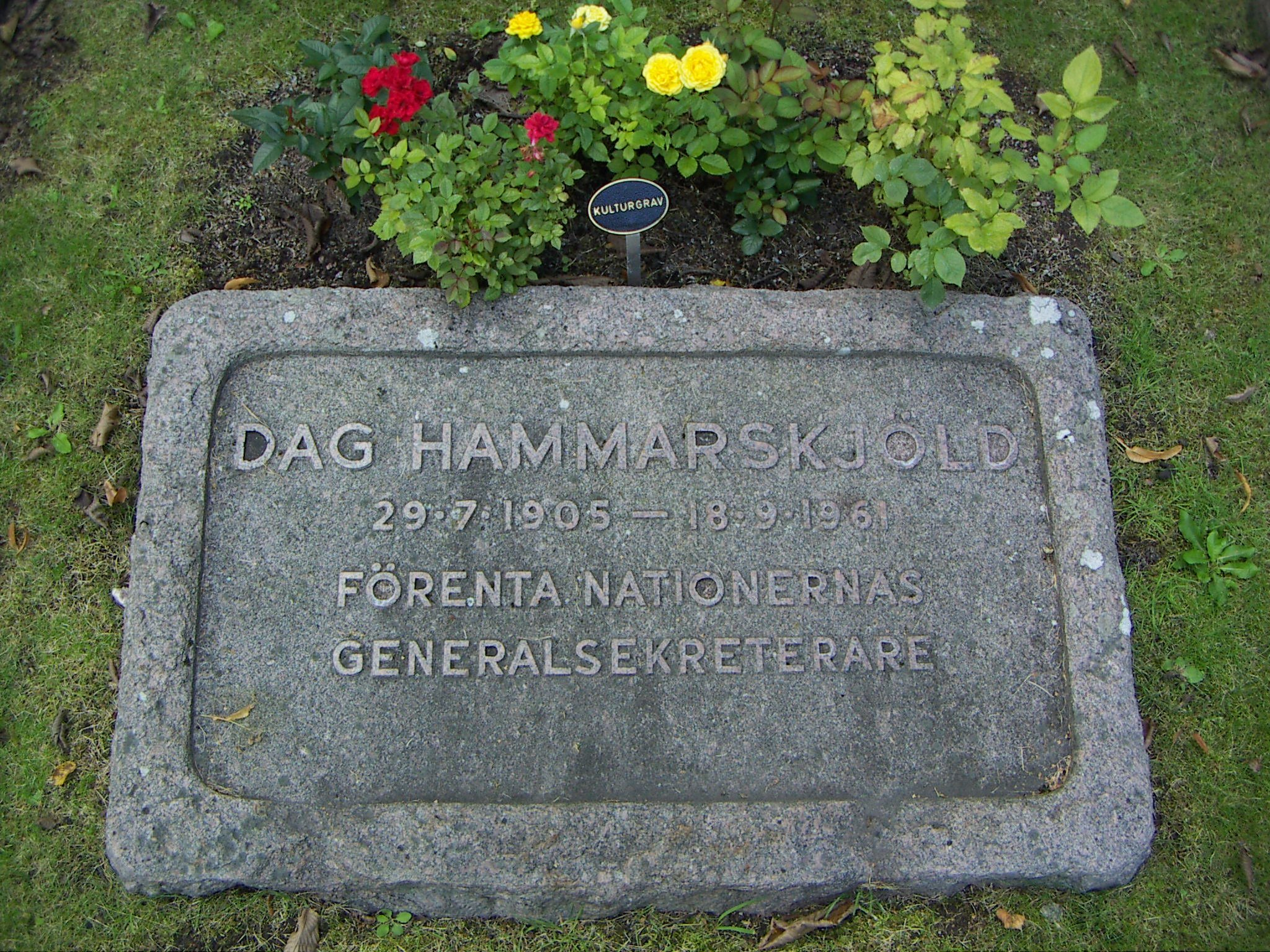
Dag Hammarskjöld (1905–1961)
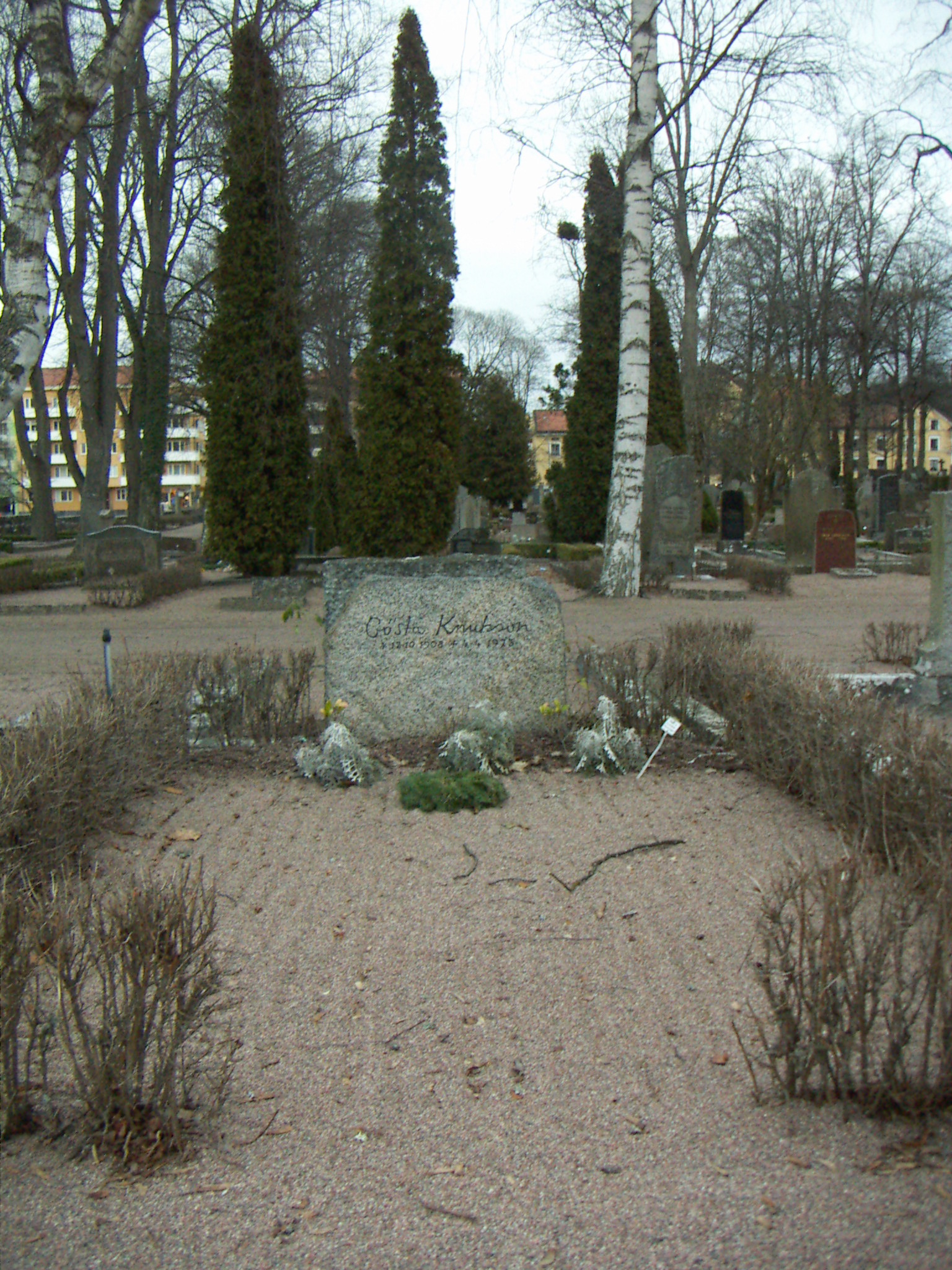
Gösta Knutsson (1908–1973)
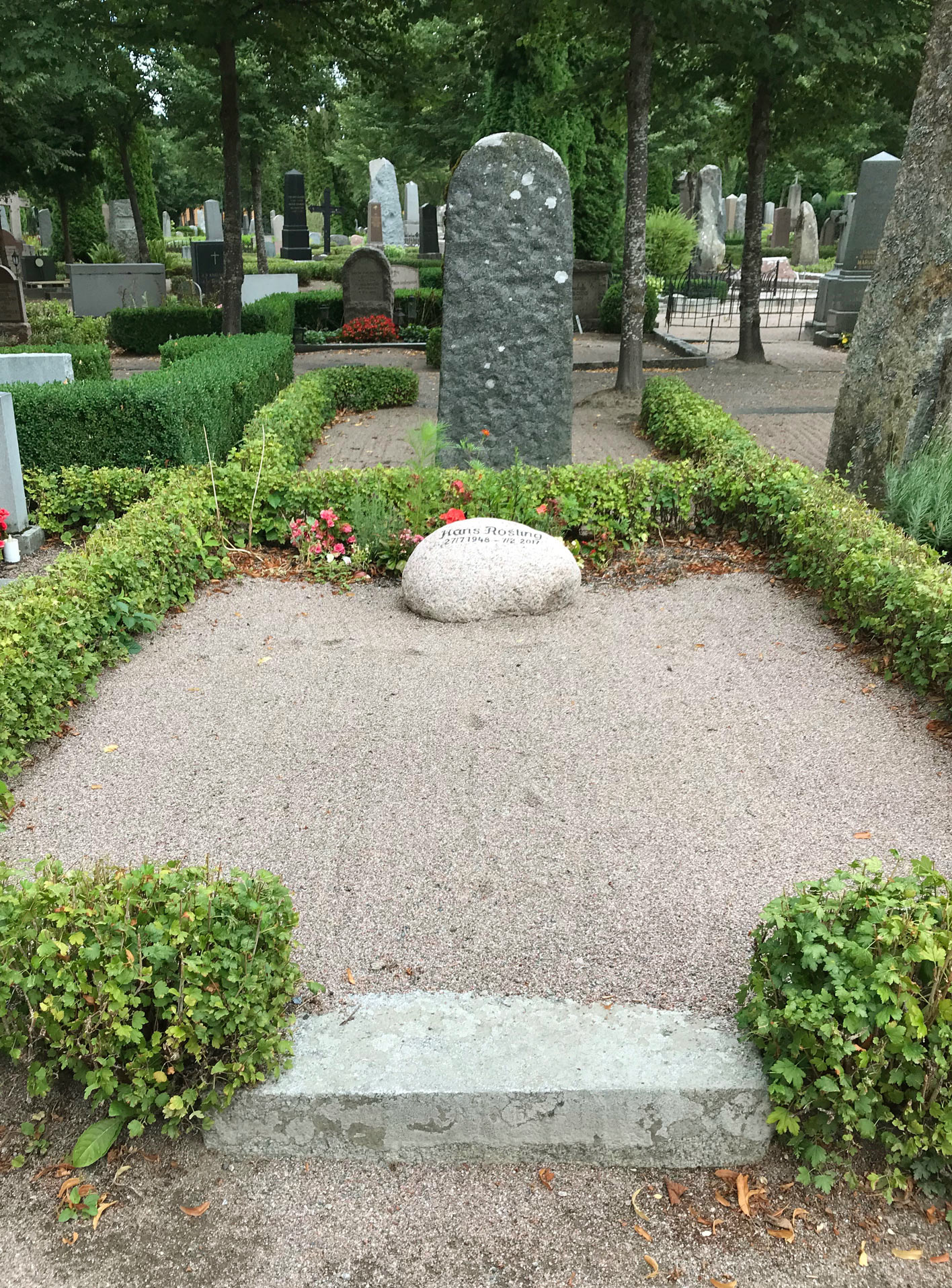
Hans Rosling (1948–2017)